# Yaboot
Yaboot è un boot loader per macchine con processore PowerPC di tipo NewWorld Apple e IBM che permette la convivenza di più sistemi operativi all'interno di un'unica macchina.
Un bootloader offre un menu, all'avvio della macchina, che elenca una serie di sistemi operativi avviabili.
I sistemi operativi selezionabili possono anche essere presenti su supporti esterni come hard disk, USB o Firewire.
Quando si installa un sistema GNU/Linux su una macchina PPC NewWorld è consigliabile utilizzare Yaboot per farlo convivere con altri sistemi precedentemente installati.
Yaboot si configura editando un file chiamato yaboot.conf, contenuto all'interno della cartella /etc/ del sistema GNU/Linux, o, in alternativa, montando direttamente la partizione che contiene il programma e modificando i file di configurazione su di essa.
Yaboot, a grandi linee, viene utilizzato su PPC Apple come iMac, iBook, PowerBook, Mac Mini per far convivere, sulla stessa macchina sia il sistema operativo Mac OS X che il sistema operativo GNU/Linux, ma è anche popolare su workstation Pegasos.

## Distribuzioni Linux
Le distribuzioni GNU/Linux installabili su macchine PPC e maggiormente usate sono:
- Yellow Dog Linux https://web.archive.org/web/20051202085444/http://www.yellowdoglinux.com/
- Debian https://www.debian.org/
- Gentoo https://www.gentoo.org/
- Ubuntu https://www.ubuntu.com/
- OpenSuse https://www.opensuse.org/
- CRUX PPC https://web.archive.org/web/20100729170743/http://cruxppc.org/